# 烏丸光宣
烏丸 光宣（からすまる みつのぶ）は、戦国時代から安土桃山時代にかけての公卿。 官位は従一位・准大臣。

## 生涯
天文18年（1549年）、烏丸光康の子として誕生。
永禄12年（1569年）8月14日、光宣は父の光康、山科言継、飛鳥井雅春と共に、岐阜城の織田信長のもとに赴き、鳥一羽、太刀（金作り）、馬代（金十両）、居唐金鉢を贈った。
元亀2年（1571年）4月14日、光宣の妻・入江殿（将軍・足利義昭の姉）が急死すると、後難を恐れた光宣は出奔した。これに激怒した義昭は、同月28日に一色藤長らに烏丸邸を襲わせている。また、光宣の出奔により、父の光康が閉門処分となった。
元亀3年（1572年）9月、信長が義昭に対し、異見十七ヶ条を提出した。信長はその中で、光宣に対する処置は妥当とするものの、父の光康を赦免するように申し上げたと記している。
天正5年（1577年）正月5日、参議となる。
天正9年（1581年）2月28日、信長が行った京都御馬揃えにおいて、公家衆の一人として参加した。
慶長16年（1611年） 11月21日、薨去。享年63。

## 人物
- 能書家で、尊朝流の書にすぐれた[2]。